# Gà quay

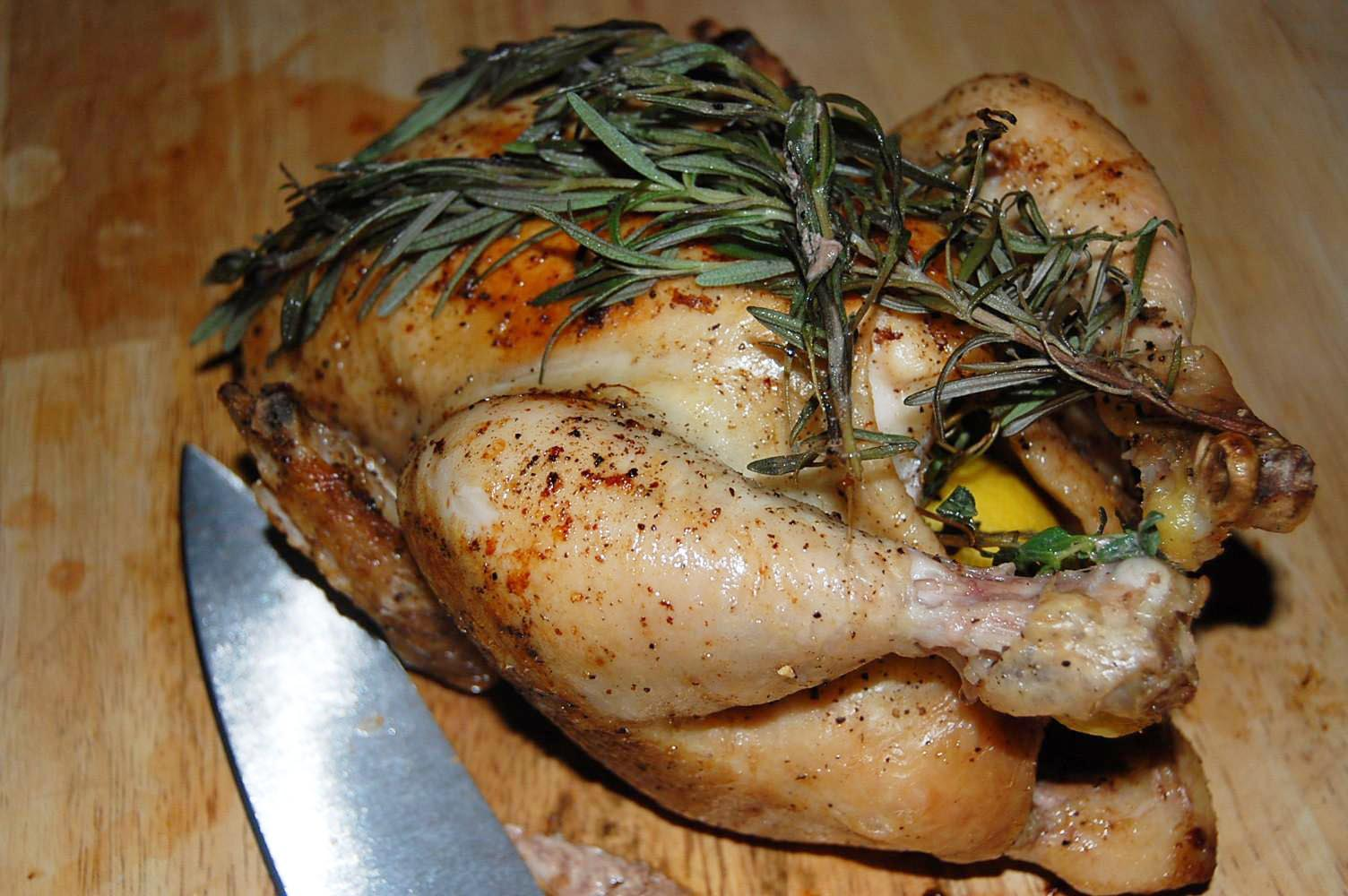
Một con gà quay nhồi rau củ

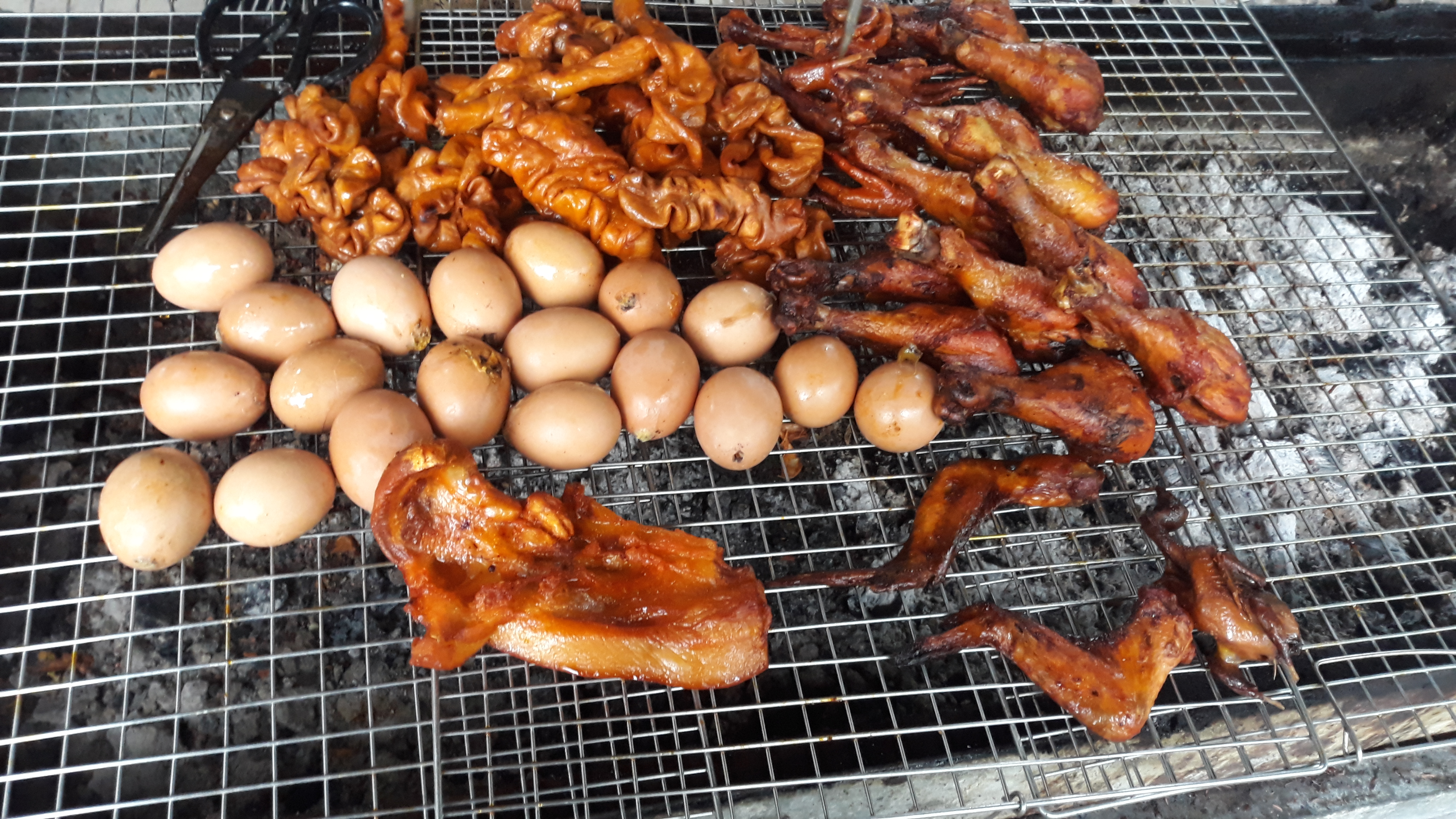
Gà quay ở Việt Nam

Gà quay là thịt gà được chế biến làm thức ăn bằng phương pháp quay dù là trong nhà bếp gia đình, trên bếp lửa, hoặc bằng một lò quay. Nói chung, gà được quay, nướng với chất béo và nước mỡ màng của chính nó bằng cách lưu thông lượng nhiệt toả vào thịt trong quá trình quay nướng, và do đó, thường được nấu tiếp xúc với lửa hoặc nhiệt với một số loại vỉ nướng để việc lưu thông các chất béo mỡ và nước nhờn này hiệu quả nhất có thể. Gà quay là một món ăn từ thịt gà xuất hiện trong nhiều món ăn phổ biến trên toàn thế giới.

## Biến tấu

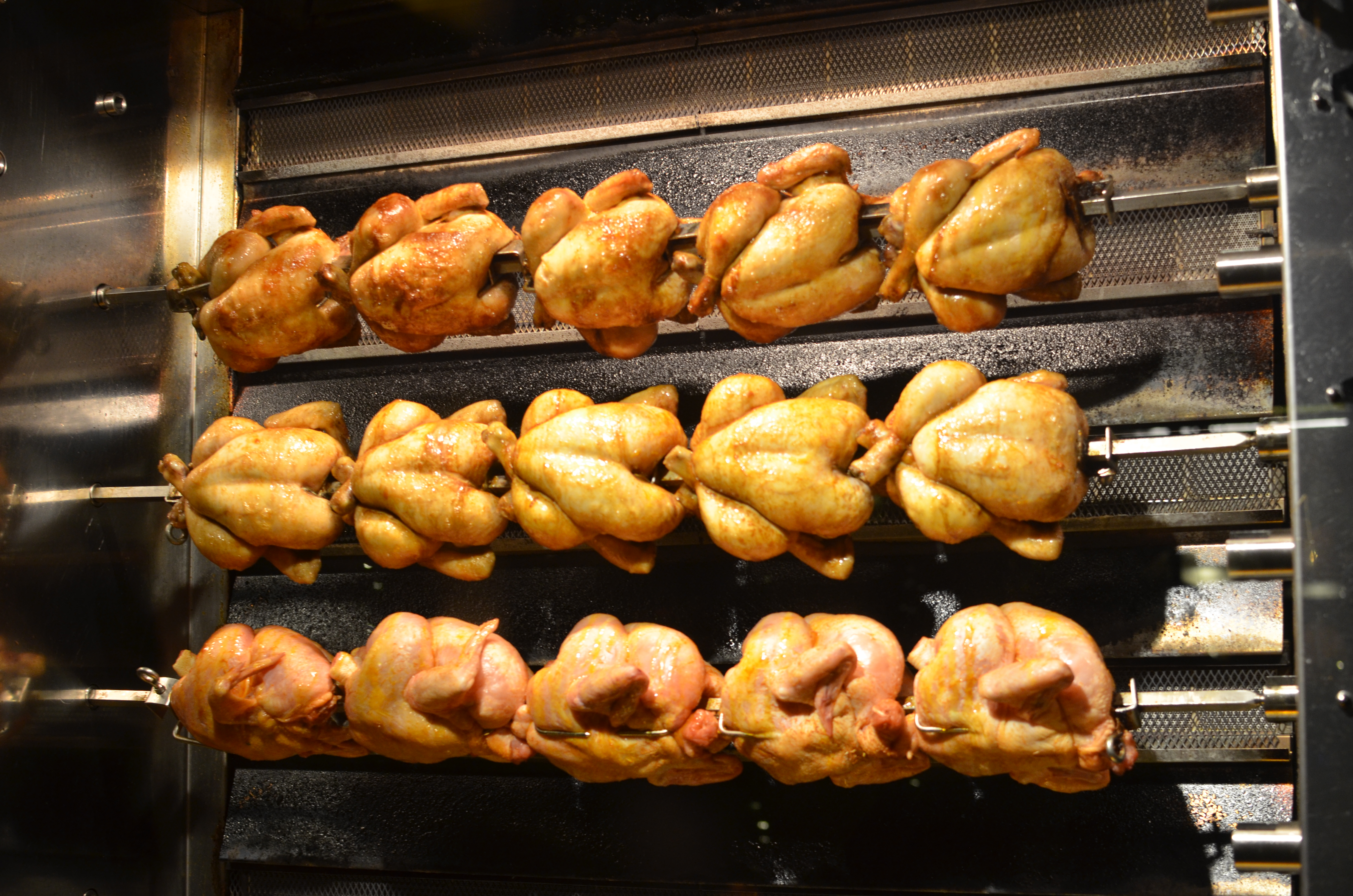
Gà quay rô ti

Hendl (tiếng Austro-Bavaria) chỉ về gà, phổ biến nhất ở dạng quay khô (Brathendl). Một hình thức phổ biến khác là phiên bản Backhendl chiên (tiếng Pháp: poulet frit à la viennoir), một đặc sản của ẩm thực Vienna. Ở các bang mới của Đức, nó thường được gọi là gà lấy thịt. Theo truyền thống, Hendls được phục vụ trong các khu vườn bia của Bavaria hoặc tại các lễ hội như Lễ hội tháng mười, và thường được ăn cùng với Brezen và/hoặc bia Maß. Paprika Hendl (gà Paprika) được nhắc đến trong tiểu thuyết của nhà văn Bram Stoker có tên Dracula, như một món ăn được J. Harker yêu thích, người muốn có được công thức cho người vợ sắp cưới của mình là Mina.
Pollo a la Brasa, còn được gọi là gà Peru hoặc gà Blackened ở Hoa Kỳ và gà than ở Úc. Phiên bản ban đầu bao gồm một con gà được nấu trong than củi nhưng việc chuẩn bị và thịt ướp hiện được nướng trong sức nóng của than của một lò đặc biệt gọi là rotombo làm quay con gà trên trục của chính nó, luôn nhận được nhiệt từ than. Lò có thể được vận hành bằng than, gas hoặc gỗ, với gỗ truyền thống hơn là từ cây Prosopis pallida. Shawarma Levantine Arab, kebap döner của Thổ Nhĩ Kỳ và con quay kiểu Hy Lạp có thể được làm từ nhiều loại thịt, một trong số đó là thịt gà. Phiên bản Đài Loan của Shawarma/shāwēimǎ gần như luôn luôn là gà.
Gà rô ti đã trở thành một xu hướng ẩm thực phổ biến ở Hoa Kỳ kể từ giữa những năm 1990. Các siêu thị Mỹ thường nướng gà quay bằng cách sử dụng máy quay ngang hoặc dọc. Những con gà này là một phương tiện sử dụng gà tươi sống chưa bán và thường được bán với giá thấp hơn gà tươi. Câu lạc bộ bán buôn Costco không tái chế gà tươi nhưng được ghi nhận là đã bán 60 triệu con gà nướng nguyên con là 4,99 đô la Mỹ mỗi năm. Chuỗi nhà hàng bình dân Boston Market ban đầu chuyên về gà quay nướng.
Gà nướng lò thường được phục vụ tại Hoa Kỳ cho các bữa ăn gia đình đặc biệt bao gồm các ngày lễ như Rosh Hashanah, Giáng sinh và đôi khi lễ Phục sinh hoặc Lễ Tạ ơn. Được nhiều người coi là thức ăn thoải mái, gà nướng lò đã có sự hồi sinh phổ biến vào giữa cuối những năm 1990 khi nhiều nhà hàng và nhà xuất bản công thức bắt đầu tập trung vào kiểu cổ điển của Mỹ. Quá trình quay bao gồm loại bỏ cổ ra khỏi khoang, trói gà và gập cánh bên dưới, sau đó đặt gà vào lò nung nóng trước. Gà nên được quay nướng thường xuyên, và được coi là được thực hiện khi nhiệt kế thịt đạt 170 cho ra thịt trắng hoặc 185 cho ra thịt sẫm màu.